# Condado de Pacific
O Condado de Pacific é um dos 39 condados do estado americano de Washington. A sede de condado é South Bend, e sua maior cidade é Raymond. O condado possui uma área de 3,169 km², uma população de 20,984 habitantes, e uma densidade populacional de 9 hab/km² (segundo o censo nacional de 2000).